# Amolops mantzorum
Amolops mantzorum är en groddjursart som först beskrevs av David 1872.  Amolops mantzorum ingår i släktet Amolops och familjen egentliga grodor. IUCN kategoriserar arten globalt som livskraftig. Inga underarter finns listade i Catalogue of Life.